# Jacob Katzenberg
Jacob „Yasha“ Katzenberg (* 1888 im Russischen Kaiserreich; † im 20. Jahrhundert) war ein amerikanischer Mobster und Angehöriger des organisierten Verbrechens in New York. Er wird heute der sogenannten „Kosher Nostra“ zugerechnet.
Nach Ansicht der Behörden war Katzenberg als Bandenchef eines Drogenschmugglerrings ganz erheblich in den internationalen Drogenhandel der 1920er und 1930er Jahre verwickelt. Über das Ausland versorgte Katzenberg kriminelle Banden um Mobster wie Arnold Rothstein, Charles Luciano, Meyer Lansky, Waxey Gordon, Johnny Torrio, Dutch Schultz und Louis Buchalter mit Opium, das anschließend auf nationaler Ebene weiterveräußert wurde. Das aus China stammende Opium brachte Katzenberg den Beinamen „Yasha der wandernde Jude“ (Yasha the wandering jew) ein, da er mehrere Male selbst zu den Zulieferern reiste. Bei einer Ausschusssitzung des Völkerbundes 1937 bezeichnete man Katzenberg als eine internationale Bedrohung.

## Leben
Katzenberg wurde im Russischen Kaiserreich geboren. Nach der Auswanderung in die Vereinigten Staaten von Amerika lebte die Familie in der Lower East Side von New York City. Mitte der 1920er Jahre begann Katzenberg mit dem Mobster Arnold Rothstein zu arbeiten und belieferte die Bande um Rothstein mit Opium, das er zunächst noch aus Europa bezog. Als Rothstein 1928 erschossen wurde, hatte Katzenberg bereits erste Geschäfte mit anderen ranghohen Figuren aus dem organisierten Verbrechen getätigt. Zu seinen Partnern gehörten Meyer Lansky, Charles Luciano und Louis Buchalter.
Nachdem der Völkerbund in den 1930er Jahren Regelungen bezüglich einer Einschränkung medizinisch genutzter Drogen durchsetzte und der Bezug von Opium in Europa nicht mehr möglich war, reiste Katzenberg nach Asien und knüpfte dort Kontakte zu diversen Zulieferern. Es folgten mehrere Drogenlieferungen aus Shanghai, Hongkong und der japanischen Konzession Tientsin in China, die nach Erkenntnissen der Behörden den Beteiligten mehrere Millionen Dollar einbrachten. Die unmittelbar an dem Transport beteiligten Drogenschmuggler versuchten nach außen den Anschein zu erwecken, es handle sich bei ihnen lediglich um Touristen und Weltenbummler.
Des Weiteren wurde in einem Wohngebäude in der Seymour Avenue in New York City eine Opium-Verarbeitungsanlage errichtet. Hinter dem Vorhaben standen die führenden Köpfe New Yorks Kosher Nostra Meyer Lansky, Louis Buchalter und Jacob Katzenberg. Nach einer Explosion im Dezember 1935, die einen Großteil der Anlage zerstörte, schalteten sich die Behörden ein. Ermittlern des Federal Bureau of Narcotics war es jedoch zunächst nicht möglich, ausreichend Beweise für die Beteiligung der genannten Personen sicherzustellen.
Ende der 1930er gelang es Informanten, den Drogenring auffliegen zu lassen, und es folgten diverse Anklagen und Haftbefehle gegen eine Vielzahl von Personen. Jacob Katzenberg flüchtete nach Rumänien, wurde von den dortigen Behörden festgenommen und – statt in die Vereinigten Staaten – zunächst nach Griechenland ausgeliefert. Von dort aus wurde er schließlich in die USA überführt, angeklagt und im November 1938 zu einer Geldstrafe von zehntausend Dollar und einer zehnjährigen Haftstrafe verurteilt. Er erschien darauf auch als Zeuge in den Drogenprozessen gegen Johnny Torrio und Louis Buchalter. Nach Verbüßung seiner Haftstrafe verliert sich die Spur von Jacob Katzenberg. Über sein weiteres Schicksal ist bis zum heutigen Tage nichts bekannt.